# Johannes Krabbe (Pastor)

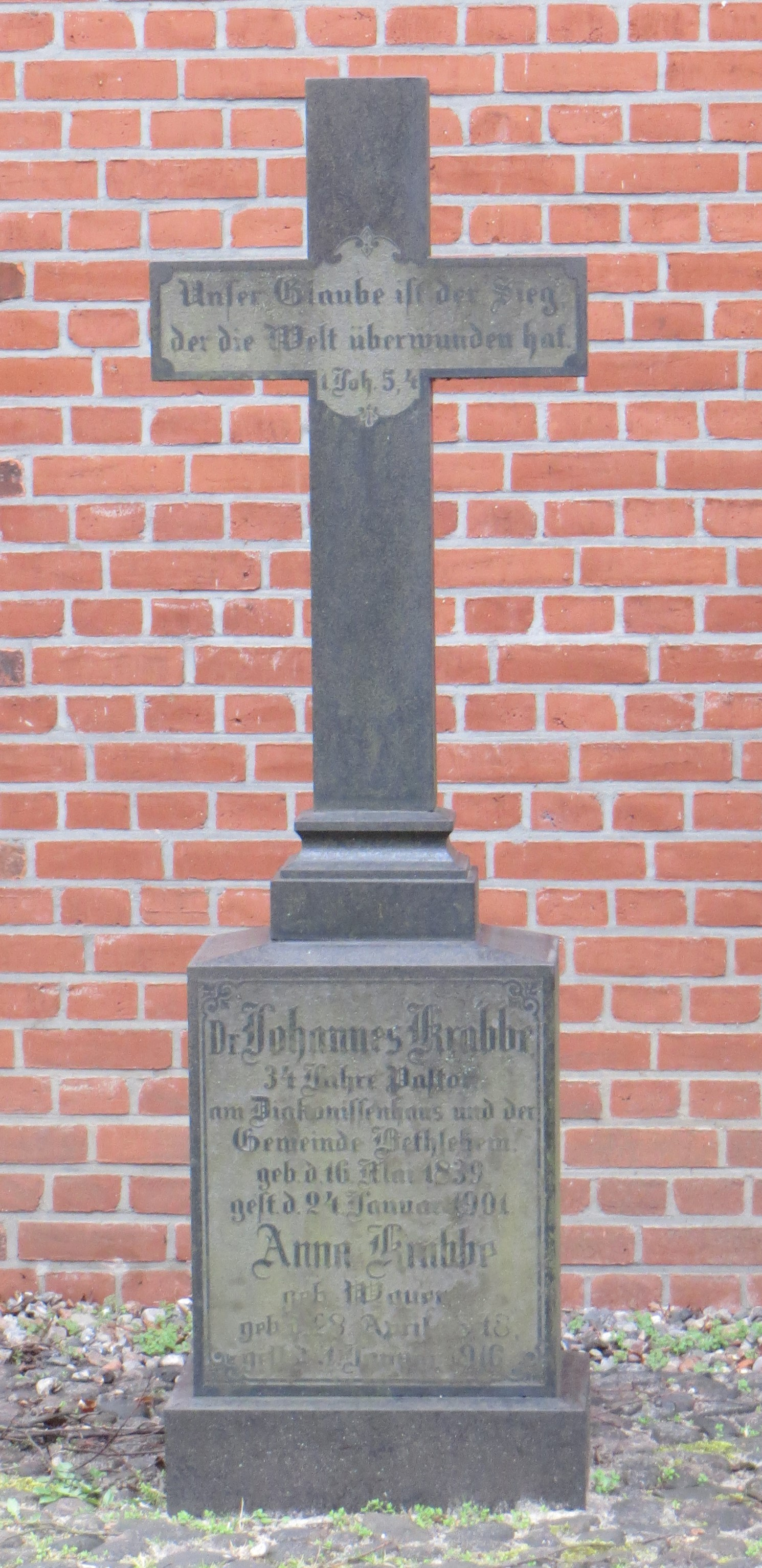
Grabnmal Johannes Krabbe und Frau in Ludwigslust

Johannes Krabbe, vollständig Johannes Siegmund Krabbe (* 16. Mai 1839 in Hamburg; † 24. Januar 1901 in Ludwigslust) war ein deutscher evangelisch-lutherischer Geistlicher und Autor.

## Leben
Krabbe stammte aus einer Theologenfamilie und war ein Sohn von Otto Carsten Krabbe. Theodor Krabbe war sein Bruder. Er besuchte die Große Stadtschule Rostock und studierte ab Ostern 1858 Evangelische Theologie an den Universitäten Rostock, Berlin und Erlangen. Er schloss das Studium 1861 wieder in Rostock ab und war von 1862 bis 1864 als Hauslehrer in Ratzeburg tätig. 1863 wurde er an der Universität Rostock zum Dr. theol. promoviert.
1864 wurde er zunächst Subrektor der Schule in Ludwigslust und 1865 Rektor, Kantor und Organist in Tessin; 1866 wurde er zum Stiftsgeistlichen am Stift Bethlehem in Ludwigslust unter der Leitung von Helene von Bülow berufen. Er gab diese Stelle 1870 auf, um im Deutsch-Französischen Krieg in Kriegslazaretten in Frankreich tätig zu sein.
Krabbe war auch in Ischl als Saisonprediger tätig. 1874 machte er den Vorschlag den ehemaligen kaiserlichen Kornspeicher zu erwerben und in eine evangelische Kirche umzubauen. 1875 gelang der Ankauf, und mit Hilfe zahlreicher Förderer ließ Krabbe ihn durch den Schweriner Baurat Ludwig F. Krüger zur Evangelischen Pfarrkirche Ischl ausbauen.
1876 gründete er in Sülze die Kinderheilanstalt Bethesda zur Behandlung von an Tuberkulose und Skrofulose erkrankten Kindern.

## Auszeichnungen
- Mecklenburg-Schwerinsches Militärverdienstkreuz 2. Klasse am roten Bande[3]
- Feldzugsmedaille 1870/71 für Nichtkombattanten
- Königlicher Kronen-Orden (Preußen), 4. Klasse mit dem Roten Kreuz am Erinnerungsband

## Werke
- (Herausgeber) Bethlehemskalender. Ein mecklenburgisches Volksbuch. 1867 ff.
- (Herausgeber) Der Bethlehemsbote. Nachrichtenblatt des Stiftes Bethlehem zu Ludwigslust. 1877 ff.
- Eben-Ezer. Ein Gedenkblatt … des Diakonissenhauses Stift Bethlehem in Ludwigslust und dessen Oberin Helene von Bülow. 1876
- Die Scrophulosis, ihre verderblichen Folgen und ihre mögliche Heilung: ein Wort der Bitte für eine im Soolbade Sülze vom Stifte Bethlehem in Ludwigslust zu unternehmende Pflege scrophulöser Kinder. Ludwigslust: Hinstorff 1876
- Die kirchliche Gemeindepflege. Rostock 1885
- Das neue Krankenhaus des Stiftes Bethlehem zu Ludwigslust. Ludwigslust: Hinstorff 1888
- Ueber die Magdalenen-Sache. Eine Aufforderung zur Mitarbeit an den Elendsten der Elenden. Rostock: Stiller 1891
- Helene von Bülow. Ein Lebensbild der Begründerin und ersten Oberin des Diakonissenhauses Bethlehem in Ludwigslust Schwerin: Bahn 1896;  2. Auflage: Ludwigslust: Stift Bethlehem 1930